# Aérodrome de Syros
Pour les articles homonymes, voir JSY.
Ne doit pas être confondu avec Aérodrome de Skyros.
L’aéroport national de Syros (grec moderne : Κρατικός Αερολιμένας Σύρου, code IATA : JSY • code OACI : LGSO • Code aéroport grec : grec moderne : ΚΑΣΟΒ) est un aéroport desservant l’île de Syros en Grèce. 
Il est également connu comme l’aéroport national de Syros Dimítrios-Vikélas (en grec moderne : Κρατικός Αερολιμένας Σύρου « Δημήτριος Βικέλας » ), du nom de Dimítrios Vikélas (1835–1908), homme d'affaires et écrivain grec né à Ermoúpoli sur l'île de Syros.
L’aéroport a été ouvert en 1991. 

## Installations
L'aéroport est à une altitude de 72 m   au-dessus du niveau moyen de la mer. Il possède une piste désignée 18/36 avec une surface asphaltée mesurant 1 080 x30 m       .

## Situation
Syros fait partie du groupe d'îles des Cyclades en mer Égée, situé à 78 milles marins (144 km) au sud-est d’Athènes. 
| \| 50 km1:6 137 000 \| Agrinion Aktion Alexandreia Alexandroúpoli Andravida Áraxos Astypalée Athènes · E. Venizélos Céphalonie La Canée Chios Corfou Héraklion Icarie Ioannina Kalamata Kalymnos Karpathos Kassos Kastellórizo Kastoria Kavala Cythère Kos Kotroni Kozani Larissa Lemnos Leros Milos Mykonos Mytilène Naxos Néa Anchíalos Paros Rhodes Maritsa Samos Santorin Sitía Skiathos Skyros Sparte Syros Tanagra Tatoi Thessalonique Tripoli Tympaki Zante Kastelli |
| 50 km1:6 137 000 |

## Compagnies aériennes et destinations régulières
| Compagnies  | Destinations         |
| ----------- | -------------------- |
| Sky Express | Athènes E.-Venizélos |

## Statistiques
Pour des raisons techniques, il est temporairement impossible d'afficher le graphique qui aurait dû être présenté ici.

Voir la requête brute et les sources sur Wikidata.

## Voir également
- Transport en Grèce